# Chris Heunis
Chris Heunis, né le 20 avril 1927 à Uniondale en Afrique du Sud et mort le 27 janvier 2006 à Somerset West, est un avocat, un homme politique afrikaner d'Afrique du Sud, membre du Parti national et ancien ministre des gouvernements de John Vorster et Pieter Botha.

## Biographie
Chris Heunis est né en 1927 à Uniondale près du Cap. Après une scolarité à George, il fait des études de droit et devient avocat en 1951. Parallèlement, il poursuit une activité politique et devient chef du Parti National pour le district de George et membre du conseil municipal.
En 1959, il est élu de George au Conseil provincial. Puis en 1970 au parlement en 1970. 
En 1972, il entre au gouvernement en tant que ministre-adjoint aux finances et aux affaires économiques. En 1974 il devient ministre des affaires indiennes et du tourisme dans le gouvernement de John Vorster, et en 1975 ministre des affaires économiques. En 1979, au sein du gouvernement de Pieter Botha, il participe aux travaux préparatoires à la mise en place d'une nouvelle constitution. 
En 1982 il devient ministre de la réforme constitutionnelle. Il est à cette occasion l'un des promoteurs de la mise en place du parlement tricaméral offrant le droit de vote aux indiens et aux métis dans des chambres séparées au sein du parlement sud-africain. Il convainc alors le leader métis du parti travailliste, Allan Hendrickse, d'approuver la réforme. Il est à l'époque l'un des principaux rouages de l'exécutif au courant des entretiens confidentiels et informels qui ont lieu à Port Elizabeth entre deux parlementaires du NP et deux représentants de l'ANC.
En septembre 1986, Heunis est élu unanimement leader de la fédération NP de la province du Cap, succédant ainsi au président Pieter Botha. Il fait alors figure de dauphin potentiel à la succession du grand crocodile et donc du pays. Mais son ascension est brisée l'année suivante quand il n'est élu qu'avec 39 voix d'avance dans sa circonscription de Helderberg face à l'ancien député NP et ancien ambassadeur d'Afrique du Sud à Londres, Denis Worrall.
Au début de l'année 1989, il assure la fonction de président par intérim pendant une centaine de jours alors que Pieter Botha se remet d'une congestion cérébrale. Il est ensuite l'un des candidats au poste du leadership du Parti national face à Pik Botha, Barend du Plessis et Frederik de Klerk mais est battu par ce dernier au second tour de scrutin.
Dès lors, en désaccord avec l'orientation qu'il estime trop conservatrice de F.W. de Klerk et peu convaincue par son programme réformateur, Heunis  ne participe pas aux élections générales de 1989 et se retire de la vie politique, consacrant le reste de sa vie à son cabinet juridique de Somerset West qu'il dirige avec son fils Jakkie Heunis.
Il meurt en janvier 2006 à Somerset West des suites d'une longue maladie.

## Divers
Chris Heunis est également docteur honoraire en philosophie de l'Université de Stellenbosch ; lieutenant-colonel honoraire de la police ; citoyen d'honneur de George, décoré du Grand Cordon de l'ordre de la République de Chine. 
Marié, il est père de quatre garçons et d'une fille. 